# Календар на православните църковни празници/Май

## Май
Посочени са неподвижните празници от православния календар, които всяка година се случват в един и същи ден.
- 1 май
  - Св. пророк Св. пророк Иеремия (VI век пр. Хр) – Еремия
  - Св. Тамара Грузинска († 1213)
  - Св. преподобномъченик Акакий Серски († 1816)
- 2 май
  - Св. Атанасий Велики Александрийски († 373)
  - Св. благоверен и равноапостолен цар Борис-Михаил Покръстител на българите († 889)[2]

- 3 май – Св. мъченици Тимотей и Мавра
- 4 май – Св. преподобномъченица Пелагия
- 5 май – Св. мъченица Ирина
- 6 май – Св. великомъченик Георги Победоносец (Гергьовден). Св. Иов Многострадални. Ден на храбростта и празник на Българската армия.
- 7 май – Св. мъченик Акакий Серски
- 8 май – * Св. апостол и евангелист Иоан Богослов. Св. преподобни Арсений Велики
- 9 май – Св. пророк Исаия. Св. мъченик Христофор. Св. Николай Летни
- 10 май – * Възстановяване на Българската патриаршия. Св. апостол Симон Зилот
- 11 май – Св. св.Кирил и Методий. Св. свещеномъченик Мокий
- 12 май – Св. Епифаний Кипърски и Герман Цариградски
- 13 май – Св. мъченица Гликерия
- 14 май – Св. мъченици Исидор и Иоан Български
- 15 май – Св. преподобни Пахомий Велики
- 16 май – Св. преподобни Теодор Освещени
- 17 май – * Св. апостол Андроник. Св. мъченик Николай Софийски
- 18 май – Св. мъченици Теодот, Петър и Дионисий. Св. седем девици.
- 19 май – Св. свещеномъченик Патрикий, епископ Брусенски
- 20 май – Св. мъченик Талалей
- 21 май – * Св. равноап. Константин и царица Елена. Св. мъченик Константин Софийски
- 22 май – Св. мъченик Василиск. Св. великомъченик Иоан-Владимир, княз Български Чудотворец
- 23 май – Св. преподобни Михаил, епископ Синадски
- 24 май – Ден на българската просвета и култура и на славянската писменост (Молебен) Св. преподобни Симеон Дивногорский
- 25 май – Трето намиране честната глава на св. Иоан Кръстител.
- 26 май – * Св. апостол Карп. Св. мъченик Георги Софийски Най-нови
- 27 май – Св. свещеномъченик Терапонт Сердикийски (Софийски)
- 28 май – Св. преподобни Никита, епископ Халкидонски. Св. преподобни Софроний Български
- 29 май – Св. преподобномъченица Теодосия.
- 30 май – Св. преподобни Исакий. Св. Емилия
- 31 май – Св. апостол Ермий. Св. мъченик Ермей